# 广西九里香
广西九里香（学名：Murraya kwangsiensis）为芸香科九里香属下的一个种。

## 扩展阅读
- 維基物種上的相關：广西九里香